# Silene volubilitana
Silene volubilitana är en nejlikväxtart som beskrevs av Br.-bl. och Maire. Silene volubilitana ingår i släktet glimmar, och familjen nejlikväxter. Inga underarter finns listade i Catalogue of Life.